# Xylotrupes telemachos
Xylotrupes telemachos är en skalbaggsart som beskrevs av Rowland 2003. Xylotrupes telemachos ingår i släktet Xylotrupes och familjen Dynastidae. Inga underarter finns listade i Catalogue of Life.